# Natsuki Takaya
Natsuki Takaya (高屋 奈月, Takaya Natsuki ; Shizuoka, 7 juli 1973) is het pseudoniem van een Japanse mangaka, van wie de echte naam Naka Hatake is. In 2001 kreeg ze de Kodansha Manga Prijs voor beste shojo manga voor Fruits Basket.
Takaya werd geboren in Shizuoka, maar groeide op in Tokio. Ze debuteerde als mangaka in 1991. Takaya is linkshandig en wilde reeds sinds haar kindertijd mangaka worden. Haar reeks Fruits Basket was een van de best verkopende shojo manga in de Verenigde Staten. De serie werd in 2001 verwerkt tot een anime door Studio Deen.

## Oeuvre
- 1991 : Sickly boy wa hi ni Yowai
- 1992 : Born free
- 1992 : Knock’in on the wall
- 1993 : Voice of mine
- 1994 : Double flower
- 1994 : Geneimusou
- 1995 : Midori no Saidan
- 1996-1998 : Tsubasa wo motsu mono
- 1998 : Ankoku Hime
- 1999 : Boku ga utau to, kimi ha warau kara
- 1998-2006 : Fruits Basket
- 2001 : Fruits Basket character book
- 2007-2011 : Hoshi wa Utau
- 2011-2013 : Rizerotte to Majo no Mori
- 2015-heden : Fruits Basket Another